# 雅努斯三世
雅努斯三世（Janusz III，1502年9月27日—1526年3月10日）是最後一位馬佐夫舍公爵，康拉德三世與安娜·拉齊維烏的次子。1526年僅僅23歲的雅努斯三世去世，波蘭國王齊格蒙特一世隨後併吞了馬佐夫舍公國。皮雅斯特王朝馬佐夫舍一系絕嗣。

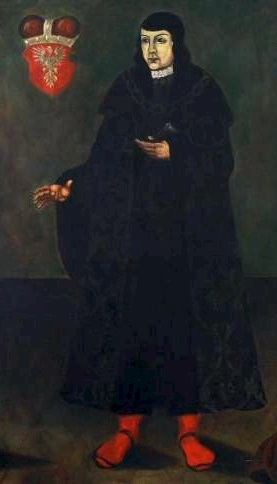
雅努斯三世